# Баранова, Ольга Евгеньевна
Ольга Евгеньевна Баранова (Колесникова) (18 марта 1991 — 13 января 2025, Тверь) — российская самбистка и дзюдоистка, призёр чемпионатов России по самбо, обладательница Кубка мира по самбо 2014 года.

## Биография
Родилась 18 марта 1991 года.
Мастер спорта России международного класса. После завершения спортивной карьеры работала тренером в фитнес-клубах Твери. Воспитывала дочь.
Скончалась 13 января 2025 года в Твери после тяжелой болезни.

## Спортивные результаты

### Самбо
- Чемпионат России по самбо среди женщин 2013 года —
- Чемпионат России по самбо 2015 года —
- Кубок мира по самбо — [5]

### Дзюдо
- Первенство России по дзюдо среди кадетов 2007 года —
- Первенство России по дзюдо среди юниоров 2010 года —
- Всероссийская юниорская спартакиада 2010 года — [уточнить]
- Кубок России по дзюдо 2014 — [5]